# Bucculatrix maritima
Bucculatrix maritima là một loài bướm đêm thuộc họ Bucculatricidae. Nó được tìm thấy ở hầu hết châu Âu (ngoại trừ bán đảo Balkan).
Sải cánh dài 8–9 mm. Con trưởng thành bay vào tháng 6 và một lần nữa vào tháng 8. Có hai lứa trưởng thành một năm.
Ấu trùng ăn Aster tripolium. Chúng ăn lá nơi chúng làm tổ.